# Населення Албанії
Населення Албанії. Чисельність населення країни 2015 року становила 3,029 млн осіб (137-ме місце у світі). Чисельність албанців зменшується, народжуваність 2015 року становила 12,92 ‰ (154-те місце у світі), смертність — 6,58 ‰ (145-те місце у світі), природний приріст — 0,3 % (175-те місце у світі) . 

## Природний рух

Ріст чисельності населення країни

### Відтворення
Народжуваність у Албанії, станом на 2015 рік, дорівнює 12,92 ‰ (154-те місце у світі). Коефіцієнт потенційної народжуваності 2015 року становив 1,5 дитини на одну жінку (196-те місце у світі). Рівень застосування контрацепції 69,3 % (станом на 2009 рік). Середній вік матері при народженні першої дитини становив 23,4 року (оцінка на 2010 рік).
Смертність у Албанії 2015 року становила 6,58 ‰ (145-те місце у світі).
Природний приріст населення в країні 2015 року становив 0,3 % (175-те місце у світі).

### Вікова структура

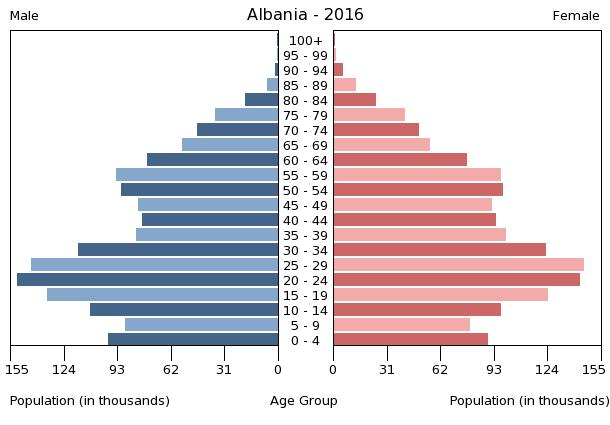
Віково-статева піраміда населення Албанії, 2016 рік

Середній вік населення Албанії становить 32,5 року (95-те місце у світі): для чоловіків — 31,2, для жінок — 33,8 року. Очікувана середня тривалість життя 2015 року становила 78,13 року (60-те місце у світі), для чоловіків — 75,49 року, для жінок — 81,04 року.
Вікова структура населення Албанії, станом на 2015 рік, має такий вигляд:
- діти віком до 14 років — 18,78 % (300 661 чоловік, 268 369 жінок);
- молодь віком 15—24 роки — 18,67 % (291 479 чоловіків, 274 019 жінок);
- дорослі віком 25—54 роки — 40,39 % (582 207 чоловіків, 641 361 жінка);
- особи передпохилого віку (55—64 роки) — 10,85 % (163 003 чоловіки, 165 805 жінок);
- особи похилого віку (65 років і старіші) — 11,3 % (160 913 чоловіків, 181 461 жінка)[1].

### Шлюбність— розлучуваність
Коефіцієнт шлюбності, тобто кількість шлюбів на 1 тис. осіб за календарний рік, дорівнює 8,9; коефіцієнт розлучуваності — 1,7; індекс розлучуваності, тобто відношення шлюбів до розлучень за календарний рік — 19 (дані за 2011 рік). Середній вік, коли чоловіки беруть перший шлюб, дорівнює 30,5 року, жінки — 24,9 року, загалом — 27,5 року (дані за 2014 рік).

## Розселення
Густота населення країни 2015 року становила 105,7 особи/км² (110-те місце у світі). Населення країни розподілене досить рівномірно, з дещо більш високою концентрацією людей в західних і центральних районах.

### Урбанізація
Албанія високоурбанізована країна. Рівень урбанізованості становить 57,4 % населення країни (станом на 2015 рік), темпи зростання частки міського населення — 2,21 % (оцінка тренду за 2010—2015 роки).
Головні міста держави: Тирана (столиця) — 454,0 тис. осіб (дані за 2015 рік).

### Міграції
Річний рівень еміграції 2015 року становив 3,3 ‰ (184-те місце у світі). Цей показник не враховує різниці між законними і незаконними мігрантами, між біженцями, трудовими мігрантами та іншими.

#### Біженці й вимушені переселенці
У державі, станом на 2015 рік, налічується 7,4 тис. осіб без громадянства.
Албанія є членом Міжнародної організації з міграції (IOM).

## Етнічний склад
| Етнічний склад (2011 рік) | Етнічний склад (2011 рік) | Етнічний склад (2011 рік) | Етнічний склад (2011 рік) | Етнічний склад (2011 рік) |
| ------------------------- | ------------------------- | ------------------------- | ------------------------- | ------------------------- |
| Етнос:                    |                           |                           | Відсоток:                 |                           |
| албанці                   | албанці                   |                           | 82.6%                     | 82.6%                     |
| греки                     | греки                     |                           | 0.9%                      | 0.9%                      |
| румуни                    | румуни                    |                           | 0.5%                      | 0.5%                      |
| цигани                    | цигани                    |                           | 0.5%                      | 0.5%                      |
| македонці                 | македонці                 |                           | 0.5%                      | 0.5%                      |
| чорногорці                | чорногорці                |                           | 0.5%                      | 0.5%                      |
| єгиптяни                  | єгиптяни                  |                           | 0.5%                      | 0.5%                      |
| інші                      | інші                      |                           | 14%                       | 14%                       |

Головні етноси країни: албанці — 82,6 %, греки — 0,9 %, румуни, цигани, македонці, чорногорці і єгиптяни разом — 1 %, інші — 15,5 % населення (оціночні дані за 2011 рік).

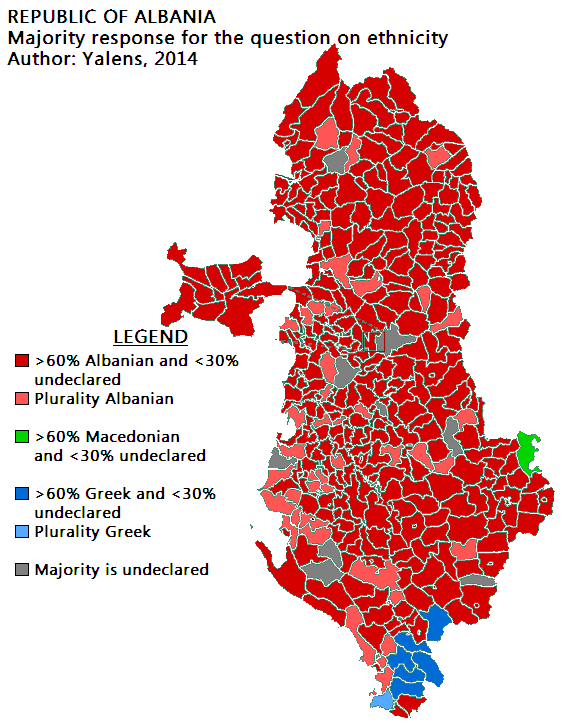
Етнічна мапа Албанії (англ.)
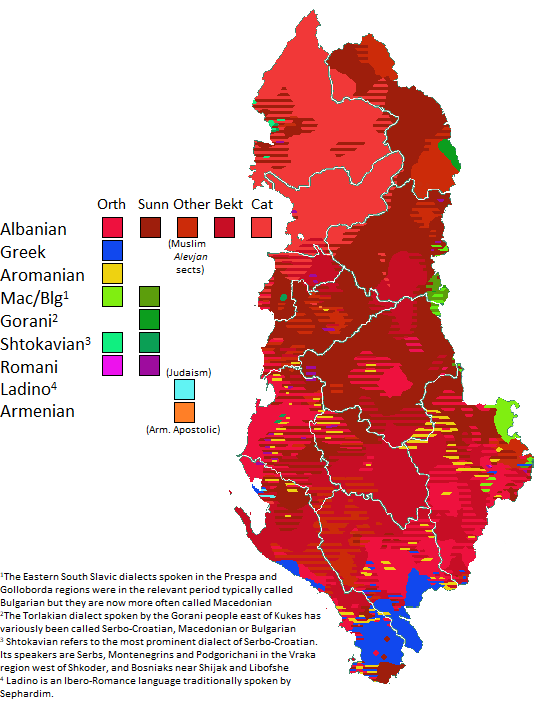
Етнічні групи Албанії за мовою та релігією
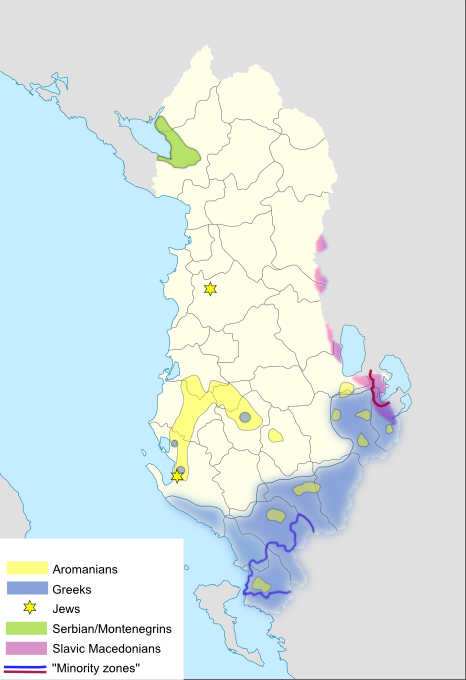
Етнічні меншини Албанії (англ.)

## Мови
| Мови Албанії (2015 рік) | Мови Албанії (2015 рік) | Мови Албанії (2015 рік) | Мови Албанії (2015 рік) | Мови Албанії (2015 рік) |
| ----------------------- | ----------------------- | ----------------------- | ----------------------- | ----------------------- |
| Мова:                   |                         |                         | Відсоток:               |                         |
| албанська               | албанська               |                         | 98.8%                   | 98.8%                   |
| інші                    | інші                    |                         | 1.2%                    | 1.2%                    |

Офіційна мова: албанська — розмовляє 98,8 % населення держави. Інші поширені мови: грецька — 0,5 %, македонська, румунська, циганська, турецька, італійська, сербо-хорватська разом — 0,6 % (дані на 2011 рік).

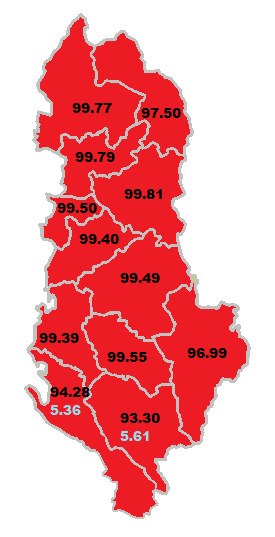
Використання албанської мови у побуті

## Релігії

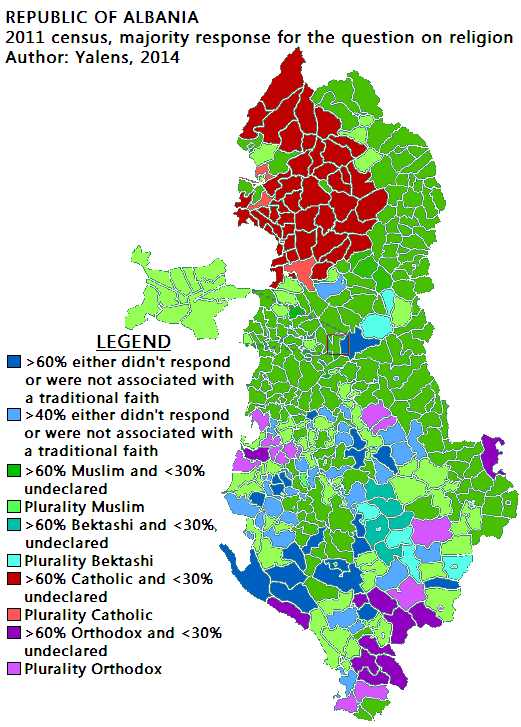
Релігійна мапа Албанії

| Релігії в Албанії (2011 рік) | Релігії в Албанії (2011 рік) | Релігії в Албанії (2011 рік) | Релігії в Албанії (2011 рік) | Релігії в Албанії (2011 рік) |
| ---------------------------- | ---------------------------- | ---------------------------- | ---------------------------- | ---------------------------- |
| Віросповідання:              |                              |                              | Відсоток:                    |                              |
| мусульмани                   | мусульмани                   |                              | 56.7%                        | 56.7%                        |
| католики                     | католики                     |                              | 10%                          | 10%                          |
| православні                  | православні                  |                              | 6.8%                         | 6.8%                         |
| атеїсти                      | атеїсти                      |                              | 2.5%                         | 2.5%                         |
| бекташі                      | бекташі                      |                              | 2.1%                         | 2.1%                         |
| інші                         | інші                         |                              | 21.9%                        | 21.9%                        |

Головні релігії й вірування, які сповідує, і конфесії та церковні організації, до яких відносить себе населення країни: іслам — 56,7 %, римо-католицтво — 10 %, православ'я — 6,8 %, атеїсти — 2,5 %, суфійський орден бекташів — 2,1 %, інші — 5,7 %, не визначились — 16,2 % (станом на 2011 рік). У період 1967—1990 років усі мечеті й церкви по країні закрила соціалістична влада, а відкрите сповідування релігії заборонялось. Внаслідок секуляризації та атеїстичної пропаганди часів соціалістичної влади значна кількість вірян мають номінальне відношення до відповідних конфесій.
- Релігійна мапа Албанії (англ.)

## Освіта
Рівень письменності 2015 року становив 97,6 % дорослого населення (віком від 15 років): 98,4 % — серед чоловіків, 96,9 % — серед жінок.
Державні витрати на освіту становлять 3,54 % ВВП країни, станом на 2013 рік (130-те місце у світі). Середня тривалість освіти становить 16 років, для хлопців — до 16 років, для дівчат — до 16 років (станом на 2014 рік).

## Охорона здоров'я
Забезпеченість лікарями в країні на рівні 1,15 лікаря на 1000 мешканців (станом на 2013 рік). Забезпеченість лікарняними ліжками в стаціонарах — 2,6 ліжка на 1000 мешканців (станом на 2012 рік). Загальні витрати на охорону здоров'я 2014 року становили 5,9 % ВВП країни (111-те місце у світі).
Смертність немовлят до 1 року, станом на 2015 рік, становила 12,75 ‰ (118-те місце у світі); хлопчиків — 14,19 ‰, дівчаток — 11,15 ‰. Рівень материнської смертності 2015 року становив 29 випадків на 100 тис. народжень (128-ме місце у світі).
Албанія входить до складу ряду міжнародних організацій: Міжнародного руху (ICRM) і Міжнародної федерації товариств Червоного Хреста і Червоного Півмісяця (IFRCS), Дитячого фонду ООН (UNISEF), Всесвітньої організації охорони здоров'я (WHO).

### Захворювання
Кількість хворих на СНІД невідома, це 0,04 % населення в репродуктивному віці 15—49 років (126-те місце у світі). Дані про кількість смертей від цієї хвороби за 2014 рік відсутні.
Частка дорослого населення з високим індексом маси тіла 2014 року становила 18,1 % (88-ме місце у світі); частка дітей віком до 5 років зі зниженою масою тіла становила 6,3 % (оцінка на 2009 рік). Ця статистика показує як власне стан харчування, так і наявну/гіпотетичну поширеність різних захворювань.

### Санітарія
Доступ до облаштованих джерел питної води 2015 року мало 84,3 % населення в містах і 81,8 % в сільській місцевості; загалом 83,6 % населення країни. Відсоток забезпеченості населення доступом до облаштованого водовідведення (каналізація, септик): у містах — 95,5 %, в сільській місцевості — 90,2 %, загалом по країні — 93,2 % (станом на 2015 рік). Споживання прісної води, станом на 2006 рік, дорівнює 1,31 км³ на рік, або 413,6 тонни на одного мешканця на рік: з яких 43 % припадає на побутові, 18 % — на промислові, 39 % — на сільськогосподарські потреби.

## Соціально-економічне становище
Співвідношення осіб, що в економічному плані залежать від інших, до осіб працездатного віку (15—64 роки) загалом становить 44,8 % (станом на 2015 рік): частка дітей — 26,9 %; частка осіб похилого віку — 18 %, або 5,6 потенційно працездатного на 1 пенсіонера. Загалом ці показники характеризують рівень потреби державної допомоги в секторах освіти, охорони здоров'я та пенсійного забезпечення, відповідно. За межею бідності 2012 року перебувало 14,3 % населення країни. Розподіл доходів домогосподарств у країні має такий вигляд: нижній дециль — 4,1 %, верхній дециль — 20,5 % (станом на 2012 рік).
Станом на 2016 рік, уся країна електрифікована, усе населення країни мало доступ до електромереж. Рівень проникнення інтернет-технологій високий. Станом на липень 2015 року в країні налічувалось 1,916 млн унікальних інтернет-користувачів (104-те місце у світі), що становило 63,2 % загальної кількості населення країни.

### Трудові ресурси
Загальні трудові ресурси 2015 року становили 1,085 млн осіб (142-ге місце у світі). Зайнятість економічно активного населення у господарстві країни розподіляється таким чином: аграрне, лісове і рибне господарства — 41,8 %; промисловість і будівництво — 11,4 %; сфера послуг — 46,8 % (станом на 2014 рік). 72,81 тис. дітей у віці від 5 до 14 років (12 % загальної кількості) 2005 року були залучені до дитячої праці. Безробіття 2015 року дорівнювало 17,3 % працездатного населення, 2014 року — 17,5 % (161-ше місце у світі); серед молоді у віці 15—24 років ця частка становила 30,2 %, серед юнаків — 32,5 %, серед дівчат — 26,1 % (46-те місце у світі). Офіційна статистика не включає до числа безробітних, тих осіб, що займаються присадибним господарюванням. До 1 млн албанців працюють за кордоном і переказані ними грошові кошти є важливим джерелом доходів населення.

## Кримінал

### Наркотики

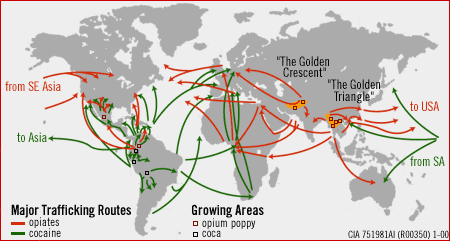
Світові маршрути наркотрафіку

Перевалочний пункт для південно-західноазійських опіатів, гашишу, марихуани на Балкани; незначних потоків південноамериканського кокаїну до Західної Європи, контроль над наркотрафіком албанці постійно розширюють; незначні площі вирощування опійного маку й марихуани; країна уразлива для відмивання грошей отриманих від торгівлі наркотиками, зброєю, нелегалів та контрабанди.

### Торгівля людьми
Згідно зі щорічною доповіддю про торгівлю людьми (англ. Trafficking in Persons Report) Управління з моніторингу та боротьби з торгівлею людьми Державного департаменту США, уряд Албанії докладає значних зусиль у боротьбі з явищем примусової праці, сексуальної експлуатації, незаконною торгівлею внутрішніми органами, але не повною мірою, країна перебуває у списку спостереження другого рівня.

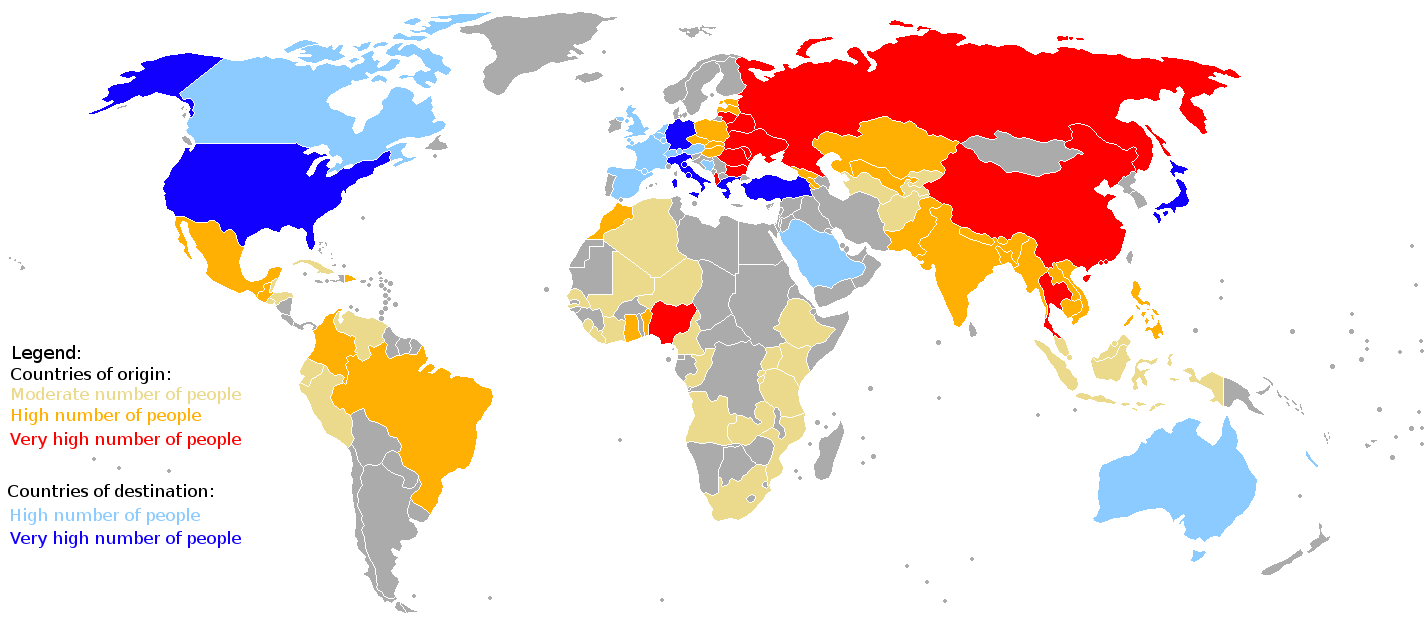
Країни-донори (червоний) і країни-реципієнти кримінальних потоків  (англ.)
Глобальна боротьба з торгівлею людьми (англ.)

## Гендерний стан
Статеве співвідношення (оцінка 2015 року):
- при народженні — 1,1 особи чоловічої статі на 1 особу жіночої;
- у віці до 14 років — 1,12 особи чоловічої статі на 1 особу жіночої;
- у віці 15—24 років — 1,06 особи чоловічої статі на 1 особу жіночої;
- у віці 25—54 років — 0,91 особи чоловічої статі на 1 особу жіночої;
- у віці 55—64 років — 0,98 особи чоловічої статі на 1 особу жіночої;
- у віці за 64 роки — 0,89 особи чоловічої статі на 1 особу жіночої;
- загалом — 0,98 особи чоловічої статі на 1 особу жіночої[1].

## Демографічні дослідження
Демографічні дослідження в країні ведуться рядом державних і наукових установ:

### Українською
- Атлас. 10—11 клас. Економічна і соціальна географія світу / упорядники :  О. Я. Скуратович, Н. І. Чанцева. — К. : ДНВП «Картографія», 2010. — ISBN 978-966-475-639-3.
- Атлас світу / голов. ред. І. С. Руденко ; зав. ред. В. В. Радченко ; відп. ред. О. В. Вакуленко. — К. : ДНВП «Картографія», 2005. — 336 с. — ISBN 9666315467.
- Безуглий В. В. Економічна і соціальна географія зарубіжних країн : Навчальний посібник. — К. : ВЦ «Академія», 2007. — 704 с. — ISBN 978-966-580-239-6.
- Безуглий В. В., Козинець С. В. Регіональна економічна і соціальна географія світу : Навчальний посібник. — видання 2-ге, доп., перероб. — К. : ВЦ «Академія», 2007. — 688 с. — ISBN 966-580-144-9.
- Гудзеляк І. І. Географія населення: Навчальний посібник / І. Гудзеляк. — Л. : Видавничий центр ЛНУ імені Івана Франка, 2008. — 232 с. — ISBN 978-966-613-599-8.
- Дахно І. І. Країни світу: Енциклопедичний довідник / І. І. Дахно, С. М. Тимофієв. — К. : Мапа, 2011. — 606 с. — (Бібліотека нового українця) — ISBN 978-966-8804-23-6.
- Дахно І. І. Економічна географія зарубіжних країн : навчальний посібник. — К. : Центр учбової літератури, 2014. — 319 с. — ISBN 978-611-01-0682-5.
- Джаман В. О. Регіональні системи розселення: демографічні аспекти. — Чернівці : Рута, 2003. — 392 с. — ISBN 9665685988.
- Дорошенко Л. С. Демографія: Навчальний посібник. — К. : МАУП, 2005. — 112 с. — ISBN 966-608-442-2.
- Дубович І. А. Країнознавчий словник-довідник. — 5-те вид., перероб. і доп. — К. : Знання, 2008. — 839 с. — ISBN 978-966-346-330-8.
- Економічна і соціальна географія країн світу. Навчальний посібник / За ред. Кузика С. П. — Л. : Світ, 2002. — 672 с. — ISBN 966-603-178-7.
- Загальна медична географія світу / В. О. Шевченко [та ін.] — К. : [б.в.], 1998. — 178 с.
- Крисаченко В. С. Динаміка населення: Популяційні, етнічні та глобальні виміри. — К. : Видавництво Національного інституту стратегічних досліджень, 2005. — 368 с. — ISBN 966-554-083-1.
- Любіцева О. О., Мезенцев К. В., Павлов С. В. Географія релігій. — К. : АртЕК, 1999. — 504 с. — ISBN 966-505-006-0.
- Масляк П. О. Країнознавство. — К. : Знання, 2007. — 292 с. — (Вища освіта XXI століття)
- Масляк П. О., Дахно І. І. Економічна і соціальна географія світу / П. О. Масляк, І. І. Дахно ; за ред. П. О. Масляка. — К. : Вежа, 2003. — 280 с. — ISBN 966-7091-53-8.

### Російською
- (рос.) Албания // Демографический энциклопедический словарь / главн. ред. Валентей Д. И. — М. : Советская энциклопедия, 1985. — 608 с.
- (рос.) Албания // Страны и народы. Зарубежная Европа. Восточная Европа / Редкол. : В. П. Максаковский (отв. ред.), Ю. В. Иванова и др. — М. : «Мысль», 1980. — 349 с. — (Страны и народы) — 180 тис. прим.
- (рос.) Атлас народов мира / Отв. ред. С. И. Брук и В. С. Апенченко. — М. : ГУГК ГГК СССР и Институт этнографии им. Н. Н. Миклухо-Маклая АН СССР, 1964. — 185 с. — 20 тис. прим.
- (рос.) Численность и расселение народов мира. Этнографические очерки / под ред. С. И. Брука. — М. : Издательство АН СССР, 1962. — 487 с.
- (рос.) Лаппо Г. М. География городов: Учебное пособие для географических факультетов вузов. — М. : Туманит, изд. центр ВЛАДОС, 1997. — 476 с. — ISBN 5-691-00047-0.
- (рос.) Урланис Б. Ц. Рост населения в Европе (опыт исчисления). — М. : ОГИЗ-Госполитиздат, 1941. — 436 с.
- (рос.) Ягельский А. География населения. — М. : Прогресс, 1980. — 383 с.